# Правова доктрина в Україні
Правова доктрина — це зумовлена характером політико-правової культури суспільства система ідей та наукових поглядів на право, актуальні напрями розвитку правової системи, які визнаються юридичною спільнотою, є концептуальною основою нормотворчої, правозастосовної, право тлумачної діяльності.

## Статус
В Україні на офіційному рівні правова доктрина не визнається формальним джерелом права : правила, теоретичні конструкції, положення і принципи, що сформульовані юридичною наукою і набули ознак доктриальності, не визнаються як загальнообов'язкові норми права, вони не забезпечуються примусовою силою держави, у той час як загальнообов'язковість й гарантованість є одними з ключових ознак джерел (форм) права.

## Застосування
У практичному плані термін «доктрина» найчастіше застосовується у зв'язку з тлумаченням правових норм, розробкою та ухваленням нових законів, інших юридичних актів, визначенні джерел права. Головним чином саме цими обставинами зумовлено вживання відповідної термінології : доктрина (наука) і похідні від неї — доктринальне тлумачення, доктринальне право. Крім того доктриною (концепцію) називають й окремі юридичні акти (документи) схвалені Президентом і парламентом України, якими визначаються напрями здійснення державної політики в тій чи іншій життєдіяльності суспільства (економічній, соціально — культурній, оборонній, системі правосуддя тощо).
До того ж термін «доктрина», нерідко пов'язується з визначенням заходів впровадження державної внутрішньої і зовнішньої політики . За назвою «доктрина» на офіційному рівні визнаються сфери суспільства, які потребують реформування, у зв'язку з чим встановлюються основні цілі, засади (принципи), завдання, строки щодо їх впровадження . Акт, яким оформлюються ці доктрини, затверджується, як правило, вищими органами державної влади . Як відомо, перша « Воєнна доктрина України» була затверджена постановою Верховної Ради від 19 жовтня 1993 р. № 3529 , друга (як і наступні доктрини)- указом Президента України від 15 червня 2004 р. № 648/2004 . Ця практика була продовжна схваленням «Національної доктрини розвитку освіти» , Національної доктрини розвитку освіти", «Національної доктрини розвитку фізичної культури і спорту», «Доктрина інформаційної безпеки України» затвердженими указами голови держави в період з 2002 по 2009 рр.

## Юридична природа
За юридичною природою зазначені акти, зазначає Євграфова Є. П. , становлять специфічний різновид нормативно-правових документів і є обов'язковими для виконання на території держави . Вони не є вченням, теорією, системою поглядів на ту чи іншу проблему держави і права, не є пізнанням державно-правової реальності, а спрямовані на вирішення існуючих у ній проблем. Усі приписи, що викладені в актах /доктринах є правовими імперативами, а не рекомендаціями, а не рекомендаціями чи пропозиціями . Тобто офіційні акти /доктрини не є тотожними доктрині/науці — провідної частини в системі юридичних знань .
Крім того, на відміну від доктрини/науки, яка може лише прогнозувати та пропонувати практичне використання її результатів у тій чи іншій сфері державотворення , правового регулювання, законопроектній роботі тощо, акти/доктрини прямо спрямовані на досягнення у певні строки встановлених ними цілей та завдань .
Так розділ 14 Національної доктрини розвитку доктрини розвитку освіти названо: «Очікувані результати», у п. 42 якого зазначено, що « …реалізація Концепції забезпечить перехід до нового типу гуманістично-іноваційної освіти, що сприятиме істотному зростанню інтелектуального, культурного, духовно-морального потенціалу особистості та суспільства . У результаті цього відбуваються потужні зміни у системі матеріального виробництва та духовного відродження, структури політичних відносин, побуті в культурі» .
Аналогічне міститься й в інших актах/доктринах, а обов'язок щодо їх виконання покладено на органи влади АР Крим та органи місцевого самоврядування. Водночас виконання визначених в актах/доктринах завдань, які переважно спрямовані на реформування економіки , політичної системи і системи державної влади, місцевого самоврядування, соціальної сфери, поки що залишається надто проблематичним, про що переконливо свідчить практика їх вирішення.
Досить схожим з актами/доктринами є акти/концепції, ухвалені Президентом, парламентом, урядом, центральними органами виконавчої влади, іншими державними установами та організаціями . Їх назва є умовною, а схожість з актами/доктринами полягає у програмовій спрямованості, цільовому і функціональному призначенні, структурі, змісті, а також обов'язковістю до виконання на території держави . Витоки цієї схожості знаходяться у визначенні термінів «доктрина» і «концепція», зокрема остання означає «систему поглядів на те чи інше явище ;світогляд, світорозуміння».
У сучасних умовах розвитку акти/концепції набули великої популярності, оскільки вважається, що перш ніж прийняти те чи інше рішення державного, відомчого чи місцевого значення, необхідно визначити його концептуальні положення, надати їм належне наукове обґрунтування . Акти / концепції майже нічім не відрізняються від актів/доктрин, їм притаманні ті самі недоліки, зокрема схематизм , формалізм ,необґрунтованість положень та ін.. Ці недоліки разом з іншими несприятливими умовами (корупція, низька виконавча дисципліна тощо)призвели до неефективного виконання акта /концепції в цілому, втрати ними авторитету в суспільстві . Яскравим прикладом цього є акти/концепції судової реформи, остання з яких -« Концепція вдосконалення судівництва для утвердження справедливого суду в Україні відповідно до європейських стандартів», ухваленої Указом Президента України від 10 травня 2006 р. № 361/ 2006.
Більшість з таких актів / доктрин і концепцій не витримують перевірки часом, не забезпечені фінансово-економічними ресурсами, належною організацією їх впровадження . У них або вносяться відповідні поправки, адаптуючи до існуючих умов, або скасовуються та заміняються новими актами, як це наприклад відбувалося з Воєнною доктриною , Концепцією судової реформи та ін.
Роль доктрини, як джерела права проявляється в тому, що саме вона створює словник юридичних понять, якими користується законодавець; містить закономірності, за допомогою яких законодавець знаходить право, закріплює його в законах і тлумачать нормативно-правові акти. У вказаних процесах доктрина справляє вплив передусім на самого законодавця, його свідомість та волю.